# Benjamin Nadjem
Ali Benjamin Nadjem (dari: علی بنیامین نجم) est un footballeur international afghan né le 2 avril 1995 à Kaboul. Il évolue au poste d'arrière droit au SC Poppenbüttel III.

## Biographie

### En club
Il commence le football au SC Concordia Hambourg avant de poursuivre sa formation au FC Sankt Pauli. Il débute avec l'équipe réserve en Regionalliga Nord le 10 mai 2014 lors d'une défaite 3-0 face au Werder Brême II. Il devient par la suite un titulaire important et est capitaine lors de sa dernière saison.
Après quatre saisons au club, il rejoint le TSV Sasel qui évolue une division en-dessous, en Oberliga Hambourg. Il marque pour son premier match le 29 juillet 2018, face au SV Curslack-Neuengamme (victoire 2-0).
À l'issue de la saison, le club résilie son contrat et il s'engage avec le SV Drochtersen/Assel. Il retrouve alors la Regionalliga Nord et fait sa première apparition le 31 juillet 2019 face au TSV Havelse (victoire 3-0).
En novembre 2019, il résilie son contrat et se retrouve sans club jusqu'en janvier 2020 lorsqu'il s'engage avec le Meiendorfer SV en Oberliga Hambourg. Il joue son premier match le 16 février face à son ancien club, le TSV Sasel (défaite 7-1). Il quitte le club à l'issue de la saison.
Après plus d'un an sans club, il rejoint à l'été 2021 le SC Poppenbüttel pour évoluer avec l'équipe C en Kreisklasse B, soit la dixième et plus basse division de la fédération de football de Hambourg. Il y rejoint Ibrahim Yalcin, un ami qui est l'entraîneur de cette équipe. Il dispute son premier match le 26 septembre à l'occasion d'une victoire 6-1 contre l'équipe réserve du Farmsener TV.

### En équipe nationale

#### Afghanistan
Il honore sa première sélection en équipe d'Afghanistan le 23 mars 2017, lors d'un match amical contre Singapour (victoire 2-1).

## Statistiques

### Sélections
| Liste des sélections de Benjamin Nadjem | Liste des sélections de Benjamin Nadjem | Liste des sélections de Benjamin Nadjem                      | Liste des sélections de Benjamin Nadjem | Liste des sélections de Benjamin Nadjem | Liste des sélections de Benjamin Nadjem                  | Liste des sélections de Benjamin Nadjem | Liste des sélections de Benjamin Nadjem                             |
| N°                                      | Date                                    | Lieu                                                         | Adversaire                              | Résultat                                | Compétition                                              | But                                     | Notes                                                               |
| --------------------------------------- | --------------------------------------- | ------------------------------------------------------------ | --------------------------------------- | --------------------------------------- | -------------------------------------------------------- | --------------------------------------- | ------------------------------------------------------------------- |
| 1.                                      | 23 mars 2017                            | Stade Saoud bin Abdulrahman, Al Wakrah, Qatar                | Singapour                               | 2-1                                     | Match amical                                             |                                         | Entre en jeu à la place d'Hassan Amin à la 46e minute de jeu.       |
| 2.                                      | 28 mars 2017                            | Stade Pamir, Douchanbé, Tadjikistan                          | Viêt Nam                                | 1-1                                     | Troisième tour des éliminatoires de la Coupe d'Asie 2019 |                                         | Titulaire.                                                          |
| 3.                                      | 6 juin 2017                             | Stade Theyab Awana, Al Amardhi, Émirats Arabes Unis          | Maldives                                | 2-1                                     | Match amical                                             |                                         | Entre en jeu à la place de Milad Intezar à la 90e minute de jeu.    |
| 4.                                      | 30 août 2017                            | Sultan Qaboos Sports Complex, Mascate, Oman                  | Oman                                    | 2-0                                     | Match amical                                             |                                         | Titulaire, remplacé par Modjieb Jamali à la 64e minute de jeu.      |
| 5.                                      | 5 septembre 2017                        | Stade international d'Amman, Amman, Jordanie                 | Jordanie                                | 4-1                                     | Troisième tour des éliminatoires de la Coupe d'Asie 2019 |                                         | Titulaire.                                                          |
| 6.                                      | 10 octobre 2017                         | Stade Pamir, Douchanbé, Tadjikistan                          | Jordanie                                | 3-3                                     | Troisième tour des éliminatoires de la Coupe d'Asie 2019 |                                         | Titulaire.                                                          |
| 7.                                      | 27 mars 2018                            | Stade Pamir, Douchanbé, Tadjikistan                          | Cambodge                                | 2-1                                     | Troisième tour des éliminatoires de la Coupe d'Asie 2019 |                                         | Titulaire, remplacé par Maziar Kouhyar à la 72e minute de jeu.      |
| 8.                                      | 19 août 2018                            | Afghanistan Football Federation Stadium, Kaboul, Afghanistan | Palestine                               | 0-0                                     | Match amical                                             |                                         | Entre en jeu à la place de Mustafa Hadid à la 75e minute de jeu.    |
| 9.                                      | 7 juin 2019                             | Stade Pamir, Douchanbé, Tadjikistan                          | Tadjikistan                             | 1-1                                     | Match amical                                             |                                         | Entre en jeu à la place de Faysal Shayesteh à la 89e minute de jeu. |